# Buřenice
Buřenice är en ort i Tjeckien.   Den ligger i regionen Vysočina, i den centrala delen av landet, 80 km sydost om huvudstaden Prag. Buřenice ligger 574 meter över havet och antalet invånare är 214.
Terrängen runt Buřenice är lite kuperad. Runt Buřenice är det ganska glesbefolkat, med 29 invånare per kvadratkilometer. Närmaste större samhälle är Pelhřimov, 17,6 km sydost om Buřenice. Trakten runt Buřenice består till största delen av jordbruksmark.